# Резолюція Генеральної Асамблеї ООН 3314 (XXIX)
Резолюція Генеральної Асамблеї Організації Об'єднаних Націй 3314 (XXIX) «Визначення агресії» була прийнята Генеральною Асамблеєю ООН 14 грудня 1974 для визначення акту агресії.

## Передумови прийняття
Ухвалення визначення стало кульмінацією тривалого процесу, який розпочався в 1923 році під егідою Ліги Націй. У грудні 1967 року Генеральна Асамблея прийняла резолюцію 2330 (XXII), якою створено Спеціальний комітет з питання про визначення агресії. Цей орган складається з 35 держав-членів . Через сім років він представив Генеральній Асамблеї проект пропозицій, які лягли в основу остаточного визначення агресії.

## Визначення агресії
Визначення розрізняє агресію (яка «породжує міжнародну відповідальність») та агресивну війну (що є «злочином проти міжнародного миру»).

###### Згідно зі статтею 1
|  | Агресією є застосування збройної сили державою проти суверенітету, територіальної недоторканності або політичної незалежності іншої держави, або яким-небудь іншим чином, несумісним зі Статутом Організації Об'єднаних Націй, як це зазначено в цій ухвалі. |

###### Стаття 3
Будь-яке з наведених нижче дій, незалежно від оголошення війни, за умови та відповідно до положень статті 2 кваліфікується як акт агресії: 
а) Вторгнення або напад збройних сил держави на територію іншої держави або будь-яка військова окупація, який би тимчасовий характер вона не носила, що є результатом такого вторгнення або нападу, або будь-яка анексія із застосуванням сили території іншої держави або її частини;
b) Бомбардування збройними силами держави території іншої держави або застосування будь-якої зброї державою проти території іншої держави;
c) Блокада портів або берегів держави збройними силами іншої держави;
d) Напад збройних сил держави на сухопутні, морські чи повітряні сили або морські та повітряні бойовики або державу, що не має доступу;
e) Застосування збройних сил однієї держави, що знаходяться на території іншої держави за згодою з приймаючою державою, в порушення умов, передбачених в угоді, або будь-яке продовження їх перебування на такій території по припиненню дії угоди;
f) Дія держави, що дозволяє, щоб її територія, яку вона надала в розпорядження іншої держави, використовувалася цією іншою державою для здійснення акту агресії проти третьої держави;
g) Засилання державою або від імені держави збройних банд, груп, іррегулярних сил або найманців, які здійснюють акти застосування збройної сили проти іншої держави, що носять настільки серйозний характер, що це рівносильне перерахованим вище актам, або його значну участь в них.

###### Стаття 4
Вищенаведений перелік актів не є вичерпним, і Рада Безпеки може визначити, що інші акти являють собою агресію згідно з положеннями Статуту.

###### Стаття 5
1. Ніякі міркування будь-якого характеру, будь то політичного, економічного, військового чи іншого характеру, не можуть служити виправданням агресії.
2. Агресивна війна є злочином проти міжнародного світу. Агресія тягне за собою міжнародну відповідальність.
3. Жодне територіальне придбання або особлива вигода, отримані в результаті агресії, не є і не можуть бути визнані законними.

## Агресія Російської Федерації проти України з 2014 року
27 січня 2015 року Верховна Рада України прийняла постанову про визнання Росії країною-агресором та про звернення Верховної Ради України до Організації Об’єднаних Націй, Європейського Парламенту, Парламентської Асамблеї Ради Європи, Парламентської Асамблеї НАТО, Парламентської Асамблеї ОБСЄ, Парламентської Асамблеї ГУАМ, національних парламентів держав світу про визнання Російської Федерації державою-агресором. 
Резолюція Генеральної асамблеї ООН A/RES/68/262 від 27 березня 2014 року «Про підтримку територіальної цілісності України» і Резолюція Генеральної асамблеї ООН «Ситуація з правами людини в Автономній Республіці Крим і місті Севастополь (Україна)» від 15 листопада 2016 року засуджують окупацію Росією території Криму і порушення Росією прав людей на території Криму.
«За» відповідну резолюцію проголосували 100 країн-членів ООН, включаючи авторів постанови.
«Проти» проголосували 11 країн: Росія, Вірменія, Білорусь, Болівія, Куба, КНДР, Нікарагуа, Судан, Сирія, Зімбабве, Венесуела. 